# Caia van Maasakker
Caia van Maasakker, född den 5 april 1989 i Haag i Nederländerna, är en nederländsk landhockeyspelare.

## Karriär
Caia van Maasakker tog OS-guld i damernas landhockeyturnering i samband med de olympiska landhockeytävlingarna 2012 i London. Vid de olympiska landhockeytävlingarna 2016 i Rio de Janeiro tog hon en silvermedalj efter förlust på straffar mot Storbritannien i finalen.
I augusti 2021 vid OS i Tokyo tog van Maasakker sitt andra OS-guld efter att Nederländerna besegrat Argentina med 3–1 i finalen.